# The Guess Who
The Guess Who ist eine kanadische Rockband aus Winnipeg, Manitoba, die um 1970 erfolgreich war. Mit dem Hit American Woman erreichte sie als erste kanadische Gruppe 1970 die Spitzenposition der US-Charts.

## Bandgeschichte
Ursprünglich hieß die 1958 von Chad Allan in Winnipeg gegründete Gruppe „Chad Allan & the Expressions“. Mit dem rätselhaften Namen „Guess Who?“ (dt. Rate wer?) versuchte die Plattenfirma 1965, überregionale Aufmerksamkeit zu erregen, was auch gelang.
Mit der Zeit änderte sich der Sound der Band in Richtung Hard Rock. 1969 hatte sie mit These Eyes ihren ersten Top-Ten-Hit. 1970 folgten No Time (Nummer 5 in den USA) und der weltweite Hit American Woman (Nummer 1 in den USA). Zu dieser Zeit bestand die Band aus Burton Cummings (Gesang – er hatte 1965 Chad Allan ersetzt), Randy Bachman (Gitarre), Jim Kale (Bass) und Garry Petersen (Schlagzeug).
1970 verließ Bachman die Gruppe und konnte später mit Bachman-Turner Overdrive Erfolge feiern. Im Jahr 1974 hatten The Guess Who mit Clap for the Wolfman, einem Lied über den amerikanischen Discjockey Wolfman Jack, einen Millionenseller.
Nach mehreren Umbesetzungen löste sich die Band 1975 auf. Eine Neuauflage ist jedoch auch heute noch aktiv. 1987 wurde die Band mit der Aufnahme in die Canadian Music Hall of Fame geehrt.
Burton Cummings und Randy Bachman reichten im Oktober 2023 Klage gegen die Gründungsmitglieder Jim Kale und Garry Peterson wegen falscher Werbeaussagen ein. Die rechtlichen Streitigkeiten um die Band wurden im September 2024 beigelegt. Cummings und Bachman einigten sich mit Kale und Peterson und erwarben die Markenrechte am Namen ihrer ehemaligen Band. Der Konflikt drehte sich um den Vorwurf von Cummings und Bachman, dass Kale und Peterson unter dem Namen The Guess Who eine Art „Coverband“ betrieben hätten, die durch die Verwendung von Originalaufnahmen den Eindruck erweckte, Cummings und Bachman seien Teil dieser Band. Cummings und Bachman kritisierten, dass die Band unter dem Namen „The Guess Who“ aufgetreten war, obwohl keines der Originalmitglieder an den Auftritten teilgenommen hatte. Sie bemängelten außerdem die Nutzung ihrer Lieder und Bilder, um die Konzerte zu bewerben. In einem drastischen Schritt kündigte Cummings sogar die Aufführungsrechte für die größten Hits der Band, was bedeutete, dass weder die Band noch jemand anderes diese Songs öffentlich aufführen konnte. Nach langwierigen Verhandlungen in Los Angeles erzielten die Parteien schließlich eine Einigung, und Cummings und Bachman erhielten die Markenrechte an „The Guess Who“. Die genaue Höhe der finanziellen Einigung wurde nicht bekannt gegeben. Cummings und Bachman dürfen als "The Guess Who" auftreten können, während die bisherige Band unter einem anderen Namen weiter existieren muss.

## Diskografie

### Studioalben
| Jahr | Titel               | Höchstplatzierung, Gesamtwochen, AuszeichnungChartsChartplatzierungen (Jahr, Titel, Platzierungen, Wochen, Auszeichnungen, Anmerkungen) | Anmerkungen                          |
| Jahr | Titel               | US | Anmerkungen                          |
| ---- | ------------------- | --- | ------------------------------------ |
| 1969 | Wheatfield Soul     | US45 (19 Wo.)US | Erstveröffentlichung: März 1969      |
| 1969 | Canned Wheat        | US91 (17 Wo.)US | Erstveröffentlichung: September 1969 |
| 1970 | American Woman      | US9 Gold · (55 Wo.)US | Erstveröffentlichung: Januar 1970    |
| 1970 | Share the Land      | US14 Gold · (25 Wo.)US | Erstveröffentlichung: Oktober 1970   |
| 1971 | So Long, Bannatyne  | US52 (16 Wo.)US |                                      |
| 1972 | Rockin’             | US79 (10 Wo.)US | Erstveröffentlichung: Februar 1972   |
| 1973 | Artificial Paradise | US110 (12 Wo.)US | Erstveröffentlichung: Januar 1973    |
| 1973 | #10                 | US155 (8 Wo.)US | Erstveröffentlichung: Juni 1973      |
| 1974 | Road Food           | US60 (26 Wo.)US |                                      |
| 1974 | Flavours            | US48 (9 Wo.)US | Erstveröffentlichung: Oktober 1974   |
| 1975 | Power in the Music  | US87 (7 Wo.)US |                                      |

Weitere Studioalben
als Chad Allan & the Expressions (Guess Who?)
- 1965: Shakin’ All Over
- 1965: Hey Ho (What You Do to Me!)

als The Guess Who?
- 1966: It’s Time
- 1968: A Wild Pair (Split-Album, The Guess Who? / The Staccatos)

als The Guess Who
- 1976: The Way They Were
- 1978: Guess Who’s Back?
- 1979: All This for a Song
- 1981: Now and Not Then
- 1995: Liberty (auch als Lonely One erschienen)
- 2018: The Future Is What It Used to Be

### Livealben
| Jahr | Titel                 | Höchstplatzierung, Gesamtwochen, AuszeichnungChartsChartplatzierungen (Jahr, Titel, Platzierungen, Wochen, Auszeichnungen, Anmerkungen) | Anmerkungen                          |
| Jahr | Titel                 | US | Anmerkungen                          |
| ---- | --------------------- | --- | ------------------------------------ |
| 1972 | Live at the Paramount | US39 (21 Wo.)US | Erstveröffentlichung: 1. August 1972 |

Weitere Livealben
- 1984: Together Again
- 1984: Reunion
- 1984: The Best of the Guess Who-Live!
- 1998: The Spirit Lives On
- 1999: Down the Road
- 2000: Running Back Thru Canada
- 2004: The Best of Running Back Thru Canada
- 2004: Extended Versions: The Encore Collection
- 2009: In Concert

### Kompilationen
| Jahr | Titel                               | Höchstplatzierung, Gesamtwochen, AuszeichnungChartsChartplatzierungen (Jahr, Titel, Platzierungen, Wochen, Auszeichnungen, Anmerkungen) | Anmerkungen                      |
| Jahr | Titel                               | US | Anmerkungen                      |
| ---- | ----------------------------------- | --- | -------------------------------- |
| 1971 | The Best of The Guess Who           | US12 Gold · (49 Wo.)US | Erstveröffentlichung: April 1971 |
| 1973 | The Best of The Guess Who Volume II | US186 (4 Wo.)US |                                  |

Weitere Kompilationen
- 1969: The Guess Who?
- 1970: Sown & Grown in Canada
- 1971: Guess Who Play the Guess Who
- 1972: The History of the Guess Who
- 1972: Wild One
- 1977: The Greatest Hits of the Guess Who
- 1988: Track Record: The Guess Who Collection
- 1992: These Eyes
- 1993: At Their Best
- 1997: Razor’s Edge
- 1997: The Ultimate Collection (3 CD Box)
- 1999: Greatest Hits
- 2001: This Time Long Ago
- 2003: The Guess Who: Anthology
- 2003: Platinum & Gold Collection
- 2005: Let’s Go
- 2006: Bachman-Cummings Song Book
- 2010: Playlist: The Very Best of The Guess Who

### Singles
| Jahr                                          | Titel Album                                      | Höchstplatzierung, Gesamtwochen, AuszeichnungChartplatzierungen (Jahr, Titel, Album, Platzierungen, Wochen, Auszeichnungen, Anmerkungen) | Höchstplatzierung, Gesamtwochen, AuszeichnungChartplatzierungen (Jahr, Titel, Album, Platzierungen, Wochen, Auszeichnungen, Anmerkungen) | Höchstplatzierung, Gesamtwochen, AuszeichnungChartplatzierungen (Jahr, Titel, Album, Platzierungen, Wochen, Auszeichnungen, Anmerkungen) | Höchstplatzierung, Gesamtwochen, AuszeichnungChartplatzierungen (Jahr, Titel, Album, Platzierungen, Wochen, Auszeichnungen, Anmerkungen) | Höchstplatzierung, Gesamtwochen, AuszeichnungChartplatzierungen (Jahr, Titel, Album, Platzierungen, Wochen, Auszeichnungen, Anmerkungen) | Anmerkungen                              |
| Jahr                                          | Titel Album                                      | DE | AT | CH | UK | US | Anmerkungen                              |
| --------------------------------------------- | ------------------------------------------------ | --- | --- | --- | --- | --- | ---------------------------------------- |
| als Chad Allan & the Expressions (Guess Who?) |                                                  | | | | | |                                          |
|                                               |                                                  | | | | | |                                          |
| 1965                                          | Shakin’ All Over                                 | — | — | — | — | US22 (11 Wo.)US |                                          |
| als The Guess Who?                            |                                                  | | | | | |                                          |
|                                               |                                                  | | | | | |                                          |
| 1966                                          | His Girl –                                       | — | — | — | UK45 (1 Wo.)UK | — | Erstveröffentlichung: Dezember 1966      |
| als The Guess Who                             |                                                  | | | | | |                                          |
|                                               |                                                  | | | | | |                                          |
| 1968                                          | These Eyes Wheatfield Soul                       | — | — | — | — | US6 Gold · (14 Wo.)US | Erstveröffentlichung: November 1968      |
| 1969                                          | Laughing Canned Wheat                            | — | — | — | — | US10 Gold · (11 Wo.)US | Erstveröffentlichung: Juni 1969          |
| 1969                                          | Undun Canned Wheat                               | — | — | — | — | US22 (10 Wo.)US |                                          |
| 1969                                          | No Time American Woman                           | — | — | — | — | US5 (14 Wo.)US | Erstveröffentlichung: November 1969      |
| 1970                                          | American Woman / No Sugar Tonight American Woman | DE6 (14 Wo.)DE | AT7 (8 Wo.)AT | CH4 (9 Wo.)CH | UK19 (13 Wo.)UK | US1 Gold · (15 Wo.)US | Erstveröffentlichung: Februar 1970       |
| 1970                                          | Hand Me Down World Share the Land                | — | — | — | — | US17 (11 Wo.)US | Erstveröffentlichung: Juni 1970          |
| 1970                                          | Share the Land                                   | — | — | — | — | US10 (10 Wo.)US | Erstveröffentlichung: September 1970     |
| 1970                                          | Hang on to Your Life Share the Land              | — | — | — | — | US43 (7 Wo.)US | Erstveröffentlichung: November 1970      |
| 1971                                          | Broken –                                         | — | — | — | — | US55 (11 Wo.)US | Erstveröffentlichung: März 1971          |
| 1971                                          | Albert Flasher –                                 | — | — | — | — | US29 (13 Wo.)US | Erstveröffentlichung: April 1971         |
| 1971                                          | Rain Dance So Long, Bannatyne                    | — | — | — | — | US19 (12 Wo.)US | Erstveröffentlichung: Juni 1971          |
| 1971                                          | Sour Suite So Long, Bannatyne                    | — | — | — | — | US50 (9 Wo.)US | Erstveröffentlichung: Oktober 1971       |
| 1972                                          | Heartbroken Bopper Rockin’                       | — | — | — | — | US47 (7 Wo.)US | Erstveröffentlichung: Januar 1972        |
| 1972                                          | Guns, Guns, Guns Rockin’                         | — | — | — | — | US70 (6 Wo.)US | Erstveröffentlichung: April 1972         |
| 1972                                          | Runnin’ Back to Saskatoon Live at the Paramount  | — | — | — | — | US96 (3 Wo.)US | Erstveröffentlichung: 12. September 1972 |
| 1972                                          | Follow Your Daughter Home Artificial Paradise    | — | — | — | — | US61 (7 Wo.)US | Erstveröffentlichung: Dezember 1972      |
| 1974                                          | Star Baby Road Food                              | — | — | — | — | US39 (19 Wo.)US | Erstveröffentlichung: Februar 1974       |
| 1974                                          | Clap for the Wolfman Road Food                   | — | — | — | — | US6 (16 Wo.)US | Erstveröffentlichung: Mai 1974           |
| 1974                                          | Dancin’ Fool Flavours                            | — | — | — | — | US28 (11 Wo.)US | Erstveröffentlichung: Oktober 1974       |
| 2000                                          | Caribbean X-Mas –                                | — | AT31 (1 Wo.)AT | — | — | — | feat. Greg Bannis                        |

grau schraffiert: keine Chartdaten aus diesem Jahr verfügbar
Weitere Singles
als Chad Allan and the Reflections
- 1962: I Just Didn’t Have the Heart
- 1962: Tribute to Buddy Holly
- 1963: Shy Guy
- 1963: Inside Out
- 1964: Stop Teasing Me
- 1965: Tossin’ and Turnin’
- 1965: Hey Ho, What You Do to Me
- 1966: Hurting Each Other

als The Guess Who?
- 1966: Believe Me
- 1966: Clock on the Wall
- 1966: And She’s Mine
- 1967: Pretty Blue Eyes
- 1967: This Time Long Ago
- 1967: Flying on the Ground is Wrong
- 1968: When Friends Fall Out

als The Guess Who
- 1968: Of a Dropping Pin
- 1971: Bus Rider
- 1971: Proper Stranger
- 1972: Life in the Bloodstream
- 1973: Orly
- 1973: Glamour Boy
- 1975: Loves Me Like a Brother
- 1975: Seems Like I Can’t Live With You, But I Can’t Live Without You
- 1975: Rosanne
- 1975: When the Band Was Singin’ ’Shakin’ All Over
- 1976: Silver Bird
- 1979: Sweet Young Thing
- 1979: C’mon Little Mama
- 1981: Magic
- 1984: Let’s Watch The Sun Go Down

## Auszeichnungen für Musikverkäufe
| Goldene Schallplatte - Kanada - 1988: für das Album The Best of The Guess Who - 2022: für die Single No Sugar Tonight - 2022: für die Single No Time Platin-Schallplatte - Kanada - 1988: für das Album The Best of The Guess Who Volume II - 2022: für die Single These Eyes | 2× Platin-Schallplatte - Kanada - 2004: für das Album Running Back Thru Canada - 2022: für die Single American Woman |

Anmerkung: Auszeichnungen in Ländern aus den Charttabellen bzw. Chartboxen sind in ebendiesen zu finden.
| Land/RegionAuszeichnungen für Musikverkäufe (Land/Region, Auszeichnungen, Verkäufe, Quellen) | Gold     | Platin     | Verkäufe  | Quellen         |
| -------------------------------------------------------------------------------------------- | -------- | ---------- | --------- | --------------- |
| Kanada (MC)                                                                                  | 3× Gold3 | 6× Platin6 | 670.000   | musiccanada.com |
| Vereinigte Staaten (RIAA)                                                                    | 6× Gold6 | —          | 3.000.000 | riaa.com        |
| Insgesamt                                                                                    | 9× Gold9 | 6× Platin6 |           |                 |